# Adur
Adur is een Engels district in het shire-graafschap (non-metropolitan county OF county) West Sussex en telt 59.627 inwoners. De oppervlakte bedraagt 42 km².
Van de bevolking is 21,6% ouder dan 65 jaar. De werkloosheid bedraagt 2,0% van de beroepsbevolking (cijfers volkstelling 2001).
De hoofdplaats is Shoreham-by-Sea.

## Civil parishesin district Adur
- Coombes
- Lancing
- Sompting